# Ivano Vendrame
Ivano Vendrame (Roma, 19 de mayo de 1997) es un deportista italiano que compite en natación. Ganó una medalla de plata en el Campeonato Europeo de Natación de 2018, en la prueba de 4 × 100 m libre.

## Palmarés internacional
| Campeonato Europeo | Campeonato Europeo    | Campeonato Europeo | Campeonato Europeo |
| Año                | Lugar                 | Medalla            | Prueba             |
| ------------------ | --------------------- | ------------------ | ------------------ |
| 2018               | Glasgow (Reino Unido) | Medalla de plata   | 4 × 100 m libre    |